# Jeremy Hammond
Jeremy Hammond (nacido el 8 de enero de 1985) es un activista político, desarrollador web y músico originario de Chicago. Fundó el sitio web de capacitación en seguridad informática HackThisSite en el año 2003. Encarcelado por primera vez por el ataque de Protest Warrior en 2005 y posteriormente condenado por fraude informático en 2013 por espiar la empresa de espionaje privada Stratfor y liberar datos a través del portal de denuncia WikiLeaks, fue sentenciado a 10 años de prisión.
En el año 2019 se presentó ante el gran jurado federal de Virginia, el cual estaba investigando a WikiLeaks y a su fundador Julian Assange. Al negarse a testificar, fue detenido por desacato al tribunal.
Fue liberado en noviembre del año 2020.

## Biografía
Hammond se crio en el suburbio de Chicago de Glendale Heights, Illinois, con su hermano gemelo Jason. Desde niño se interesó por la informática, programando videojuegos en QBasic a la edad de ocho años y construyendo bases de datos a los trece. Como estudiante de la Glenbard East High School en el suburbio cercano de Lombard, llegó a ganar el primer premio en un concurso científico de distrito por un programa informático diseñado por él mismo. Mientras estuvo en la escuela secundaria, se convirtió en un activista por la paz, organizando una huelga estudiantil el día de la invasión de Irak y publicando un periódico estudiantil para oponerse a la misma. Su director escolar describió a Hammond como una persona "más madura de lo que aparentan sus años".
Hammond asistió a la Universidad de Illinois en Chicago con una beca completa. En la primavera del año 2004, durante su primer año de estudio, señaló un fallo de seguridad en el sitio web del departamento de ciencias de la computación a los administradores del mismo, ofreciéndose a arreglarlo por cuenta propia. Por motivo de haber insertado una puerta trasera en el sitio web, convocaron a Hammond ante el jefe del departamento, donde finalmente se le prohibió regresar para su segundo año.

## Música
Jeremy, junto con su hermano Jason, han tenido un interés permanente en la música, tocando en numerosas bandas a lo largo de los años. Antes de la detención de Jeremy, ambos participaban activamente en la banda de ska Dirty Surgeon Insurgency.

## Carrera
Hammond trabajó como técnico de Mac en Villa Park, Illinois. También trabajó como desarrollador web para Roma & Company con sede en Chicago. Su jefe en Roma & Company escribió en 2010 que Hammond es "amable, cortés y educado, y aunque sospechamos, tiene una baja tolerancia a la postura corporativa, nunca ha demostrado ningún desprecio para los negocios en el lugar de trabajo".

## Activismo

### Seguridad informática
Hammond fundó a los dieciocho años el sitio web HackThisSite cuyo objetivo es enseñar técnicas de seguridad informática o hacking a los usuarios. La página web se describe como "una organización sin fines de lucro que se esfuerza por fomentar una buena cultura de seguridad y un ambiente de aprendizaje". En sus dos primeros años, el sitio recibió 2,5 millones de visitas y alcanzó 110.000 miembros y un personal de voluntarios de 34. En septiembre de 2013, el sitio web contaba con más de 1,8 millones.

### Caso Stratfor
El 5 de marzo de 2012, Hammond fue arrestado por agentes del FBI en el barrio de Bridgeport de Chicago por acciones relacionadas con la filtración de correos de Stratfor en 2012. La acusación fue dada a conocer al día siguiente en el tribunal federal de distrito de Lower Manhattan. Es una de las seis personas de los Estados Unidos, Inglaterra e Irlanda acusadas.

## Vida personal
Con frecuencia suele identificarse como anarquista y tiene tatuado en el hombro el símbolo de la anarquía con las palabras: "Libertad, igualdad, anarquía". Tras su detención, Hammond declaró:
"Siempre he dejado claro que soy anarco-comunista, es decir, que creo que tenemos que abolir el capitalismo y el Estado en su totalidad para conseguir una sociedad más libre e igualitaria. No soy partidario de suavizar o vender el mensaje o hacerlo más comercial para las masas"